# Metaselena diakonoffi
Metaselena diakonoffi är en fjärilsart som beskrevs av Horak och Sauter 1981. Metaselena diakonoffi ingår i släktet Metaselena, och familjen vecklare. Inga underarter finns listade i Catalogue of Life.